# Ålands socialdemokrater
Ålands socialdemokrater (S) er det ældste politiske parti på Åland. Partiet opstod som en arbejderforening i Mariehamn den 1. januar 1906, og var frem til 1960erne det eneste organiserede  politiske parti på Åland. Partiet har 6 mandater i Ålands lagting efter valget i 2011.